# Kópavogur
Kópavogur, segona ciutat en grandària d'Islàndia amb una població de 30.000 persones, és un suburbi del gran Reykjavik la capital del país. Està situada al sud-est del país, entre la capital i la ciutat de Garðabær.
Durant el monopoli danès establert entre 1602 i 1787 sobre tota l'illa, la ciutat va ser escollida el 1662 pel bisbe Brynjólfur Sveinsson i per Árni Oddsson (aquest darrer en representació del poble islandès) per signar l'acord pel qual es reconeixia el monarca danès com a sobirà d'Islàndia.
Fins als anys trenta del segle xx va ésser una zona escassament poblada i, per aquest motiu, va esdevindre un lloc d'esbarjo per als habitants de Reykjavík. Quan va adquirir el rang de ciutat l'any 1955, Kópavogur va passar a créixer ràpidament fins a convertir-se en una de les localitats més poblades del país.
Actualment la ciutat és coneguda a nivell nacional per la seva gran oferta cultural, sent-ne l'exemple més clar el museu Gerðarsafn. Va ser obert al públic l'any 1944 i s'hi exposen obres de nombrosos artistes islandesos
Un altre lloc d'interès és la Kópavogskirkja (església construïda el 1963), així com el Náttúrufræðistofa Kópavogs (Museu d'Història Natural, especialitzat en la geologia i zoologia de l'illa).